# Cattolica
Cattolica (romanyol nyelven Catòlga) település Olaszországban, Emilia-Romagna régióban, Rimini megyében. Lakosainak száma 16 543 fő (2023. január 1.). Cattolica Gabicce Mare, Gradara, Misano Adriatico és San Giovanni in Marignano községekkel határos.

## Fényképgaléria

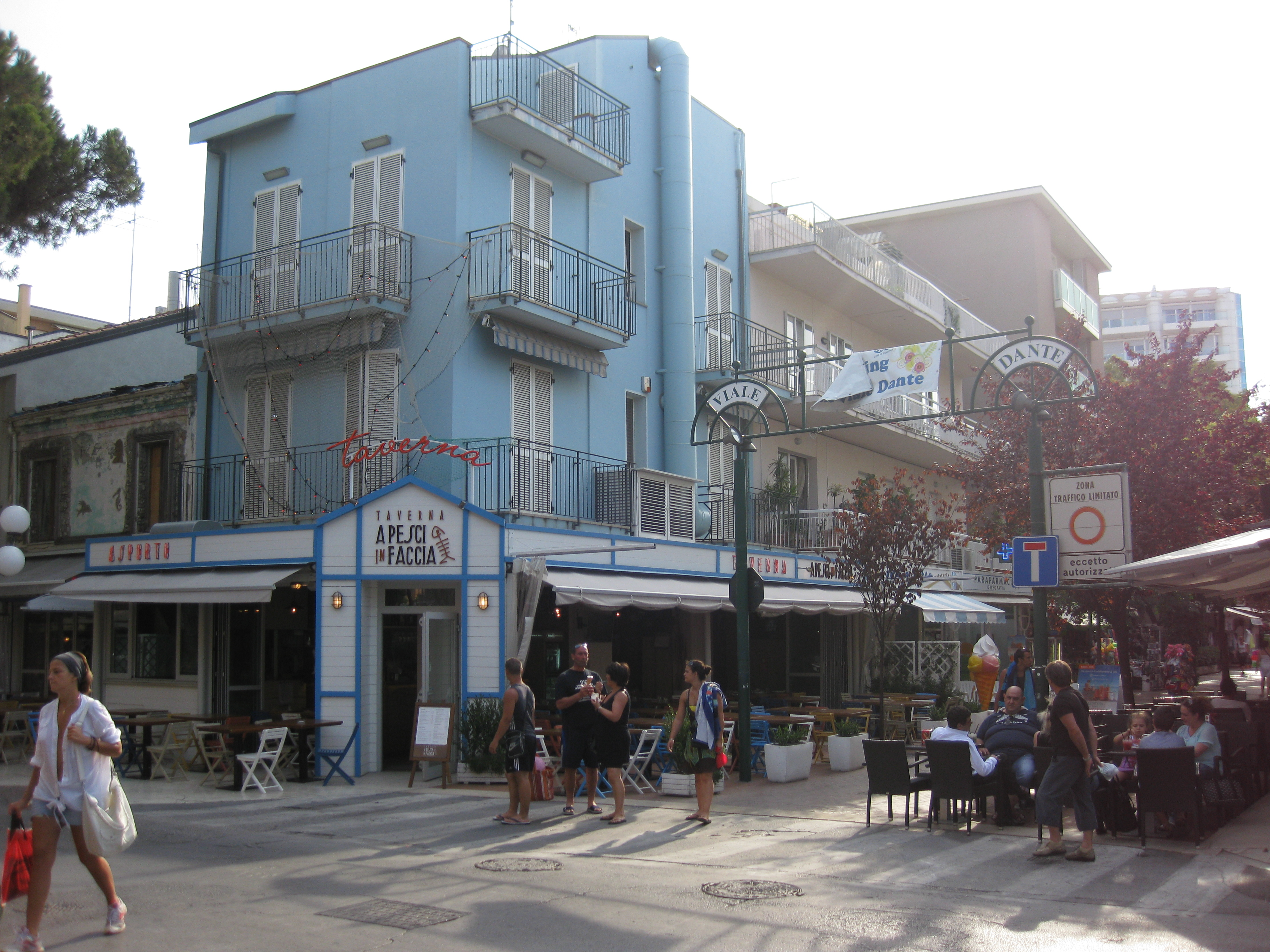
A Dante Alighieri sugárút
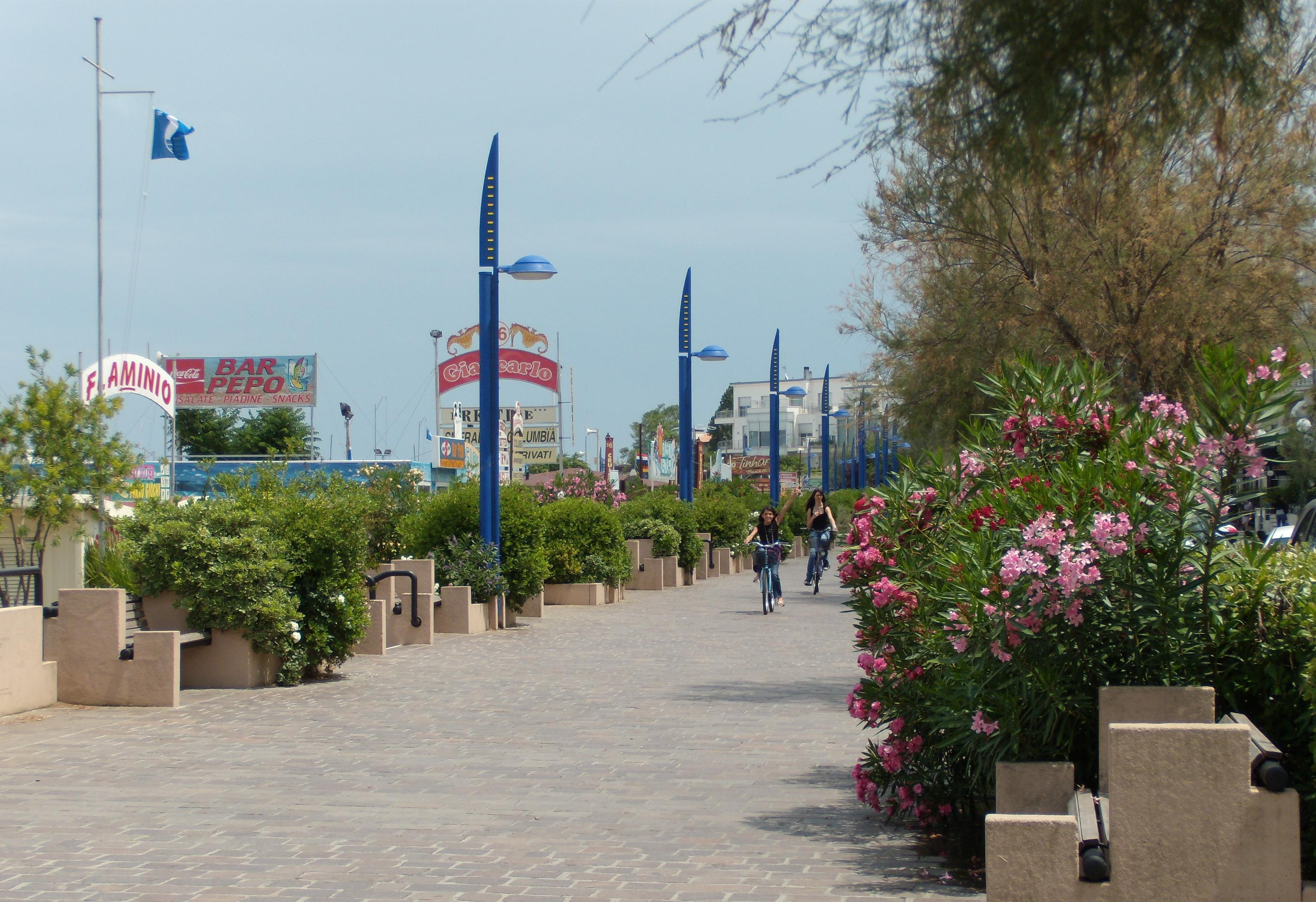
A Rasi-Spinelli sétány
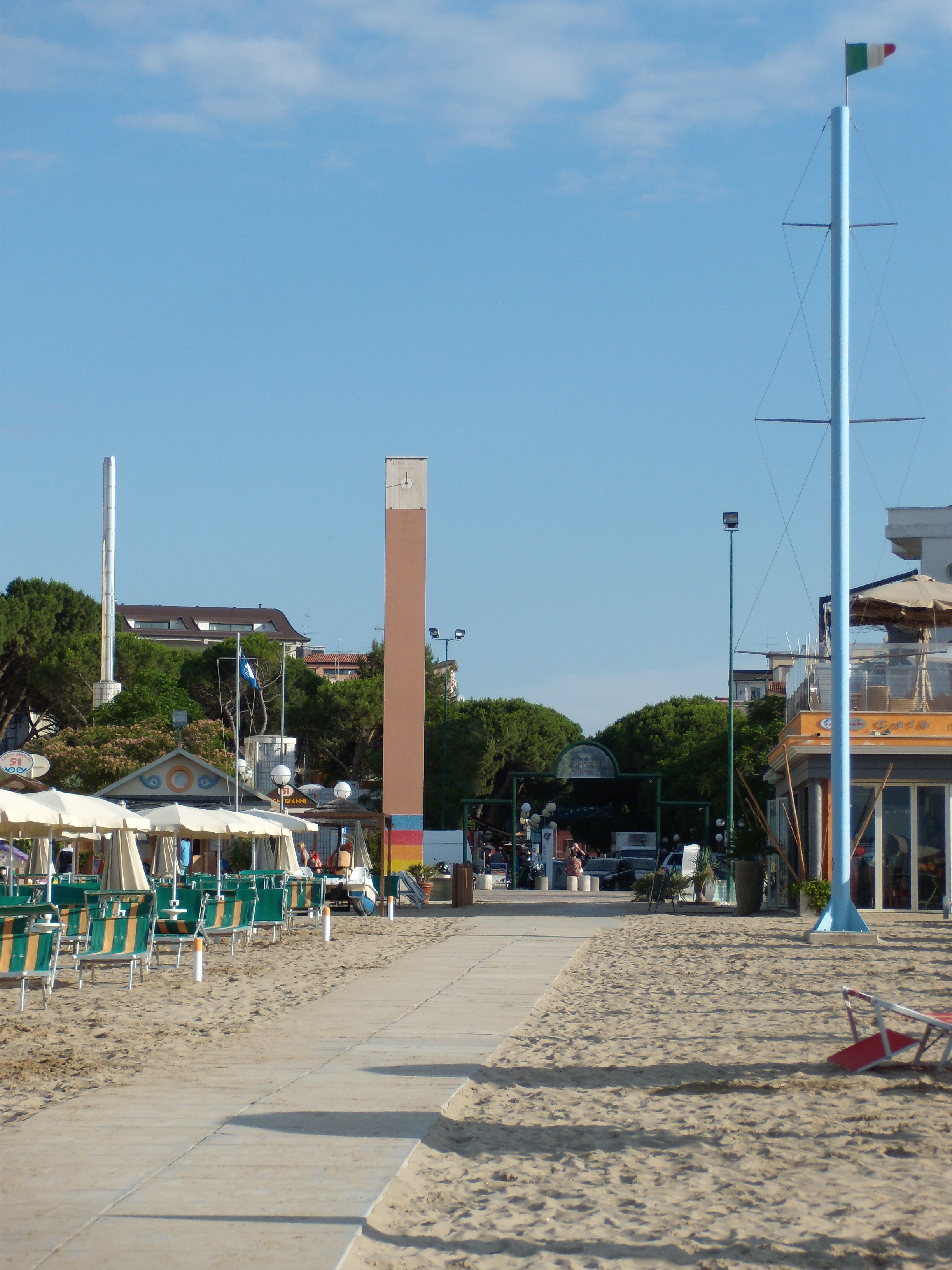
A strand
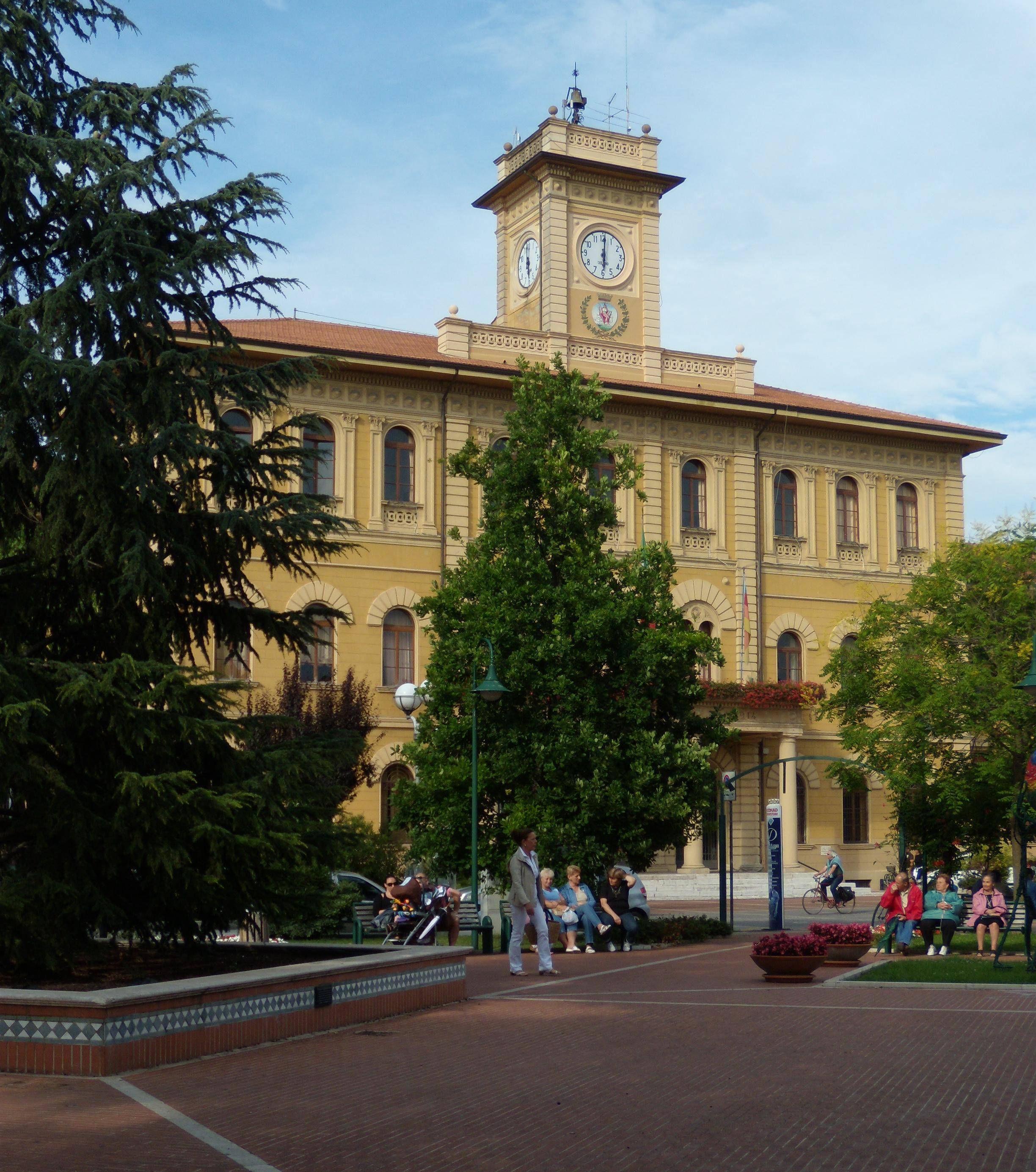
A városháza
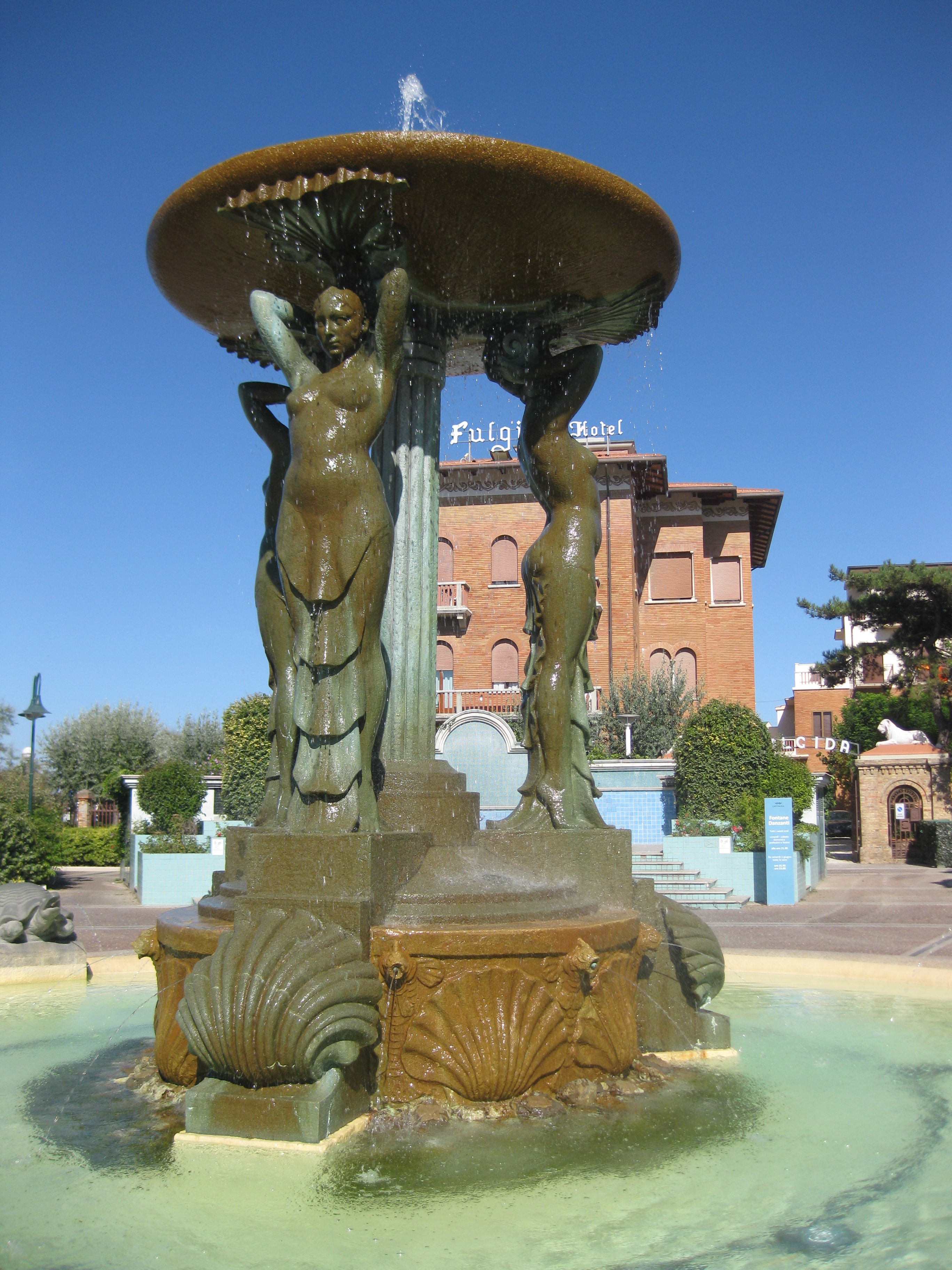
A Szirének kútja
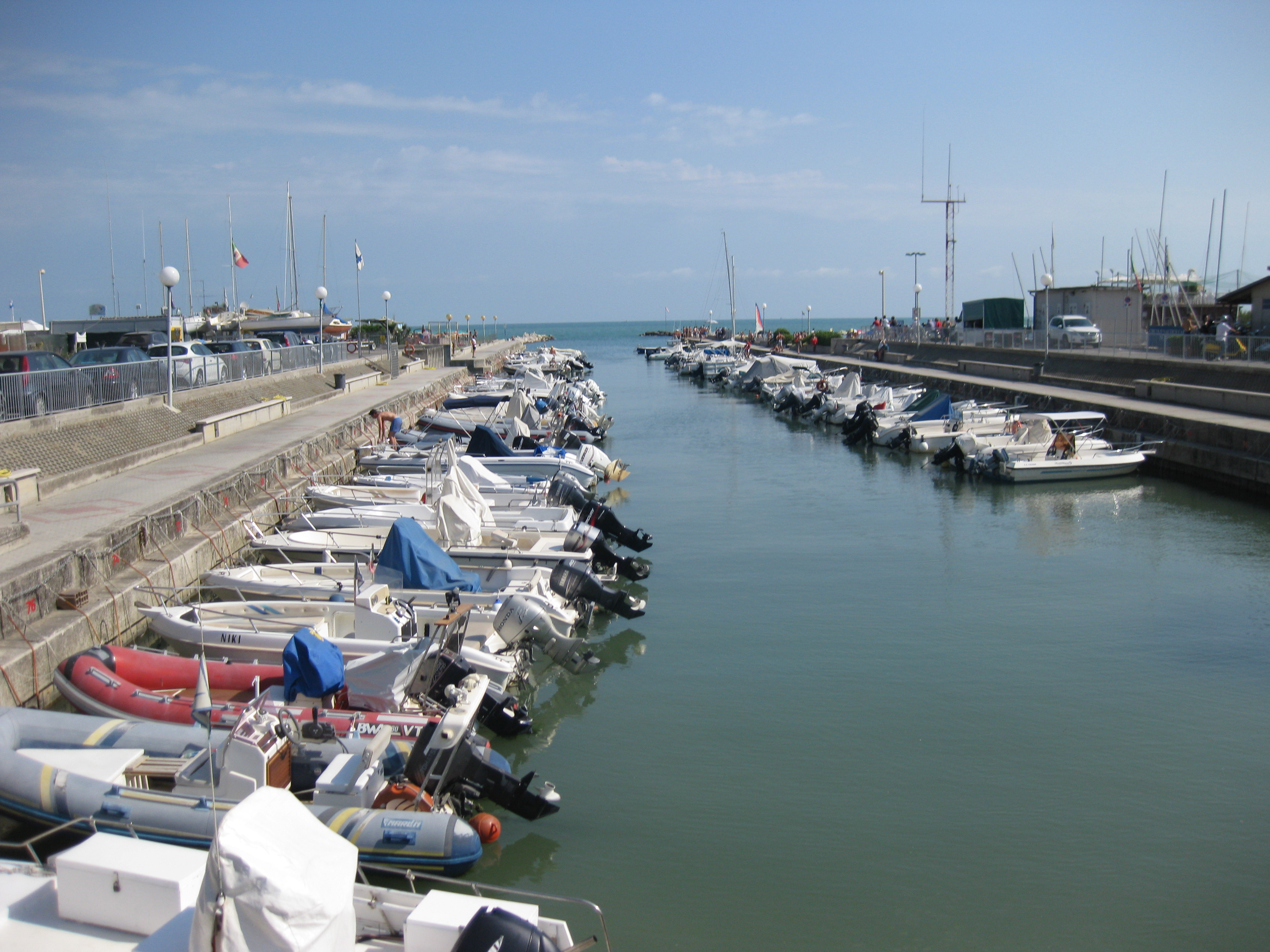
A turistakikötő
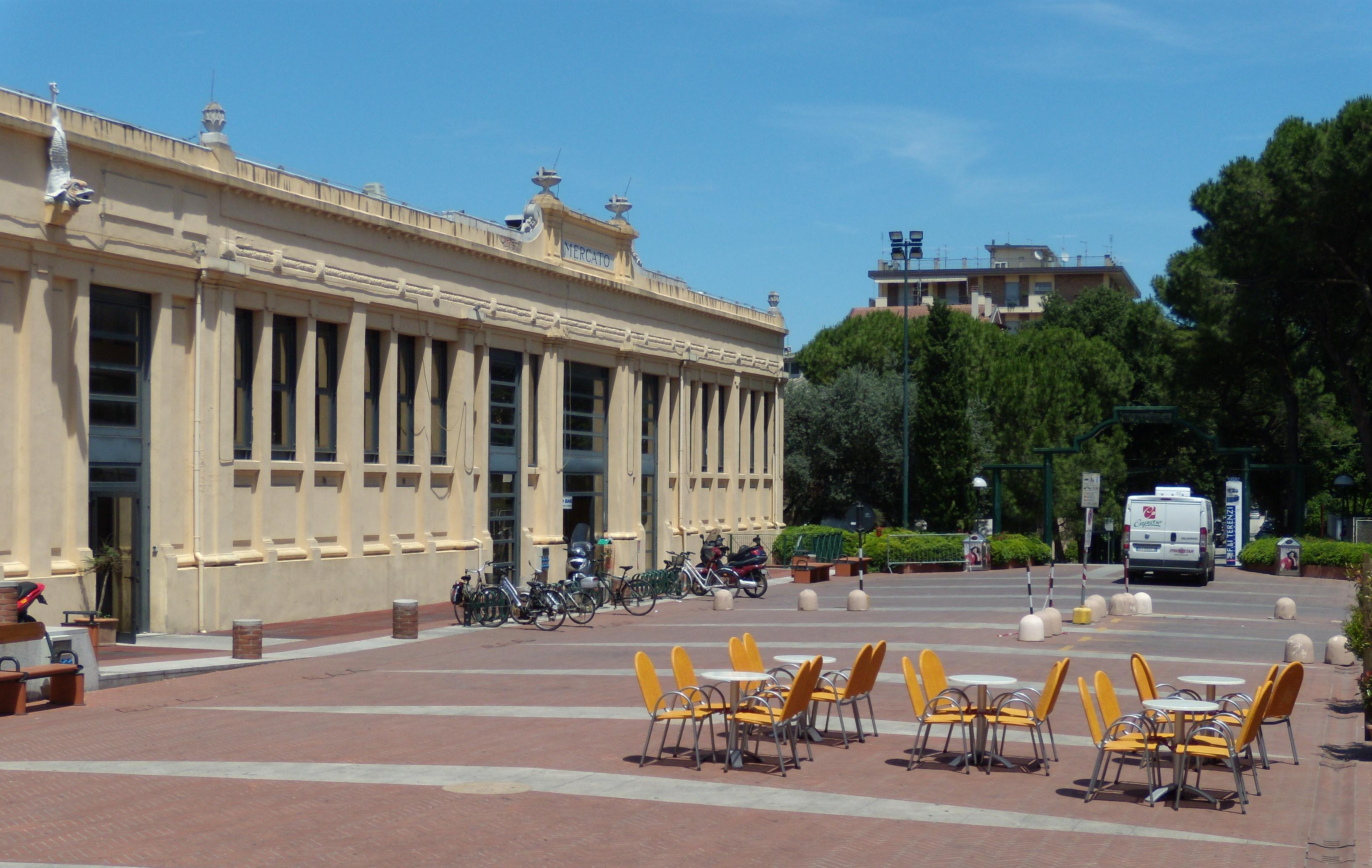
A vásárcsarnok

## Népesség
A település lakossága az elmúlt években az alábbi módon változott:
| Lakosok száma | 17 084 | 17 177 | 16 543 |
|               | 2014   | 2018   | 2023   |